# Virgen de las Nieves (Campoo de Yuso)
La Virgen de las Nieves de Campoo de Yuso es una advocación mariana que se encuentra en dicho municipio de Cantabria (España), considerándose la patrona del municipio.

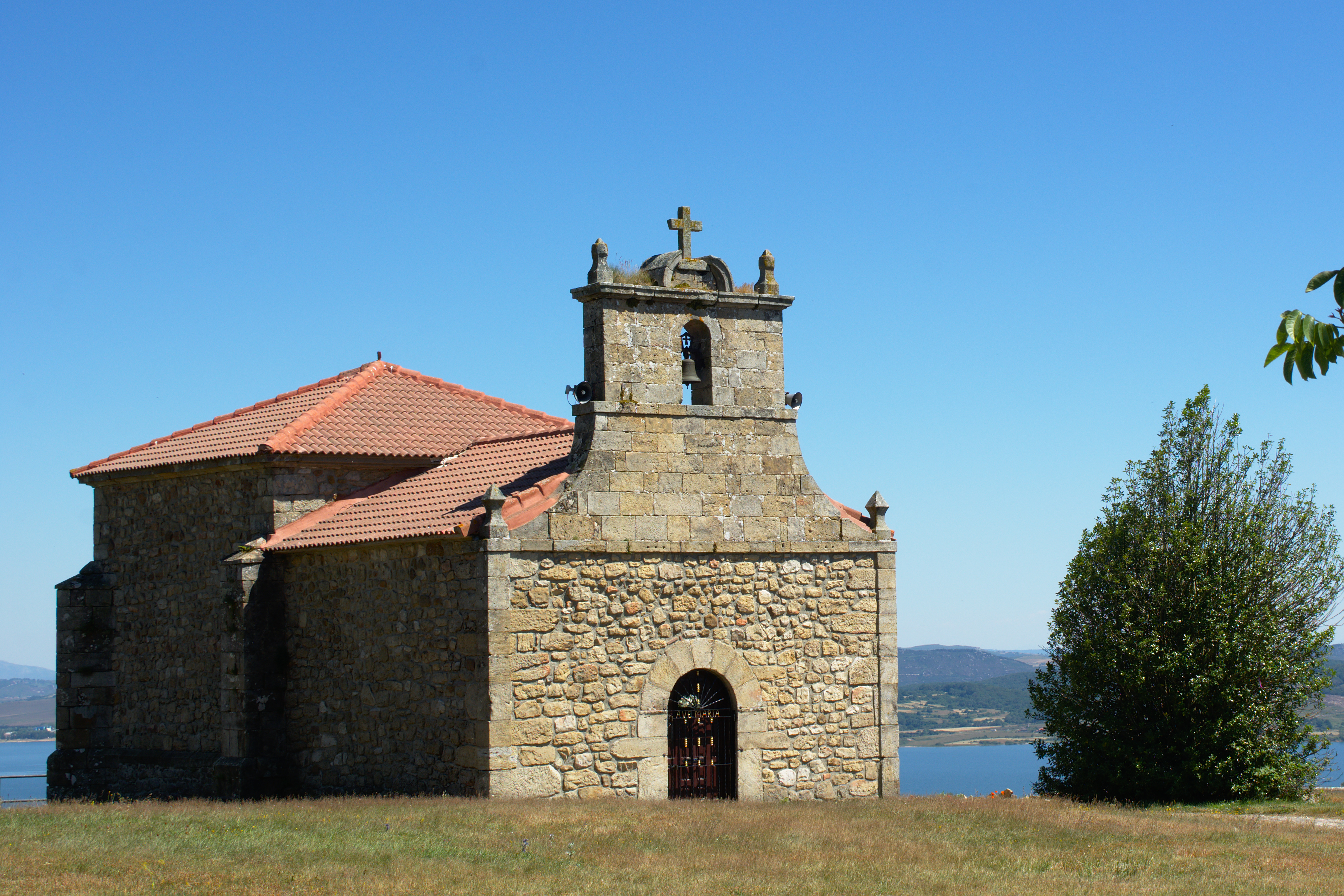
Ermita de la Virgen de las Nieves, Campoo de Yuso.

 La ermita que alberga a la virgen se encuentra cerca de la localidad de Monegro, desde la que se accede por una pequeña pista a un camino marcado con humilladeros hasta llegar a una gran campa donde se encuentra la ermita y que cuenta con unas impresionantes vistas del cercano Embalse del Ebro.
El 5 de agosto se celebra en la campa una romería, misa y degustación de productos típicos de la zona, previamente a la subida el albarcas hasta el lugar.
- Datos: Q25412039